# Bistum Tulsa
Das in den USA gelegene Bistum Tulsa (lat.: Dioecesis Tulsensis) ist eine Diözese der römisch-katholischen Kirche mit Sitz in Tulsa, Oklahoma. Es wurde am 13. Dezember 1972 aus Gebieten des Bistums Oklahoma City errichtet und untersteht diesem heute als Suffragandiözese.

## Bischöfe
- Bernard James Ganter (1972–1977)
- Eusebius Joseph Beltran (1978–1992)
- Edward James Slattery (1993–2016)
- David Konderla (seit 2016)

## Weblinks

Wappen der Diözese Tulsa
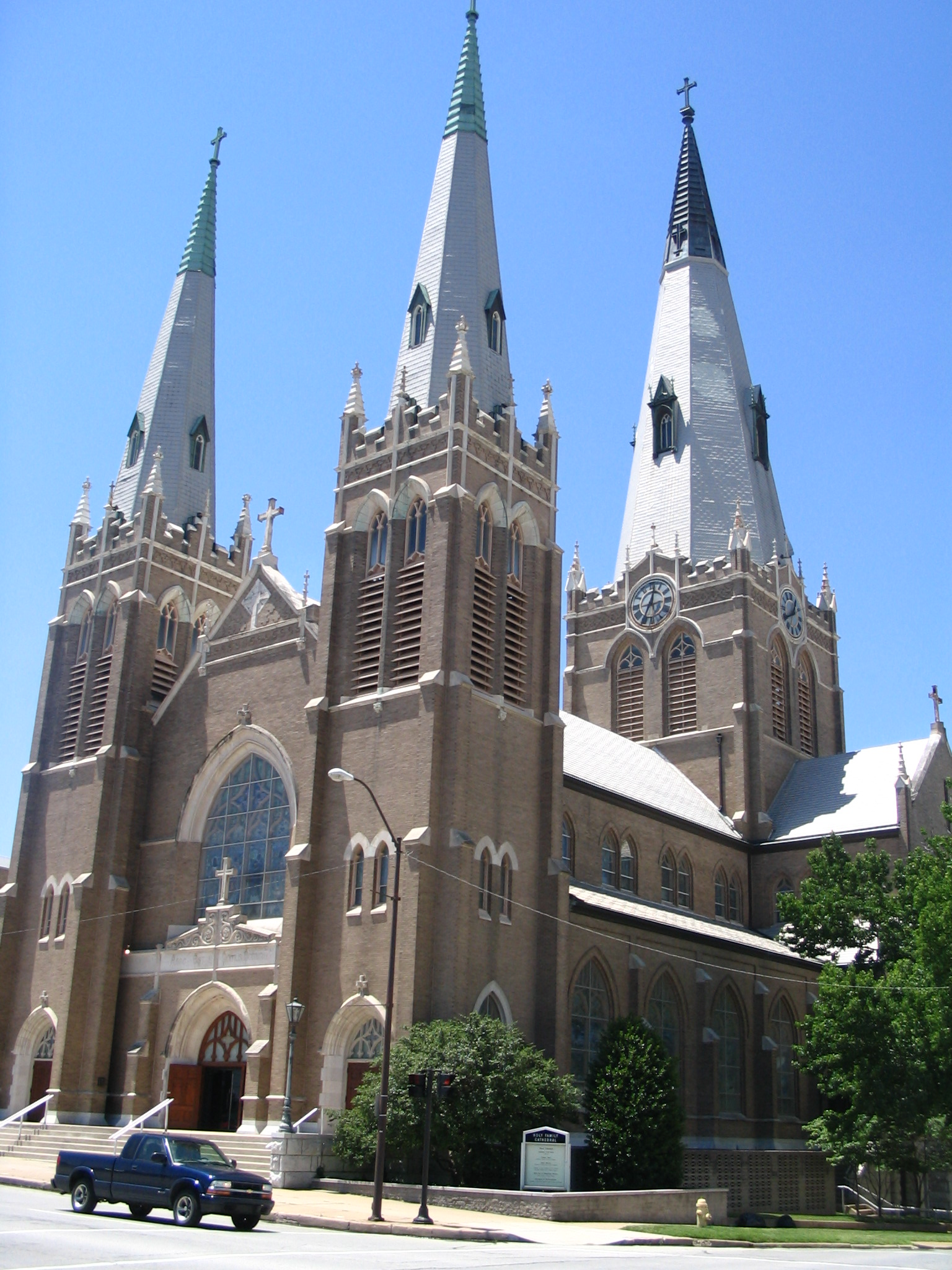
Cathedral of the Holy Family in Tulsa